# Eleccions legislatives franceses de 2022
Les eleccions legislatives franceses de 2022 se celebraren els dies 12 i 19 de juny de 2022 per tal d'elegir els 577 diputats de l'Assemblea Nacional durant la XVI legislatura de la Cinquena República.
Aquestes eleccions legislatives segueixen les eleccions presidencials celebrades el mes d'abril, en la segona volta de les quals fou reelegit Emmanuel Macron per a un segon mandat, per davant de Marine Le Pen del Reagrupament Nacional, mentre que Jean-Luc Mélenchon, candidat de la Unió Popular (coalició liderada per La França Insubmisa), va ocupar el tercer lloc en la primera volta.
Jean-Luc Mélenchon, poc després de la seva derrota a la primera volta, va demanar als francesos que l'elegissin primer ministre, en el que és conegut com a cohabitació, el fet d'haver-hi un president d'un partit i un primer ministre d'un altre. En les setmanes següents, va iniciar la creació de la Nova Unió Popular Ecològica i Social (NUPES) reunint La França Insubmisa amb altres partits d'esquerres: el Partit Socialista, Europa Ecologia-Els Verds i el Partit Comunista Francès. Els diferents partits de la majoria presidencial (La República en Marxa, el Moviment Demòcrata (MoDem), Agir i Horitzons) també es reuneixen en una coalició anomenada Junts (Ensemble en francès). Més enllà d'aquests dos actors, Els Republicans (LR) i el Reagrupament Nacional (RN) també esperaven obtindre uns bons resultats.
La primera volta estigué marcada per una abstenció rècord del 52,5%, i per una quasi igualtat entre NUPES i Junts. A la segona volta, l'abstenció fou del 53,8%, però inferior a la del 2017. Junts seguí sent la força principal a l'Assemblea Nacional amb 245 escons, però perdé la majoria absoluta. La NUPES aconseguí 131 escons, duplicant la representació que tenien anteriorment, sobretot gràcies als resultats obtinguts a les metròpolis. La sorpresa vingué del RN que, malgrat un sistema de votació històricament desfavorable a l'extrema dreta, va fer un avanç electoral amb 89 diputats, un augment de 81 escons, sobretot als departaments rurals. Amb 64 escons, LR perdé la meitat de la seva representació i es convertí en la tercera força de l'oposició, amb potencial paper d'àrbitre. L'UDI desaparegué gairebé completament amb 3 escons.
Per primera vegada des de les eleccions legislatives de 1988, el president electe només disposa d'una majoria relativa després de les eleccions presidencials. També és la primera vegada des de l'establiment del mandat de cinc anys l'any 2000. La XVI legislatura és doncs una de les més fragmentades de la Cinquena República. Aquest resultat fou percebut com un revers per a Emmanuel Macron i un risc de gran inestabilitat política i bloquejos institucionals, les diferents forces presents estan molt polaritzades i dividides, limitant les possibilitats d'acord entre les parts.

## Context

### Context institucional
Des de l'inici de la Cinquena República, les eleccions legislatives organitzades arran de la investidura d'un president electe sempre han permès que aquest tingui majoria absoluta o relativa a l'Assemblea Nacional. Aquesta característica, coneguda com "fet majoritari" es reforça amb el sistema d'escrutini majoritari uninominal. Des de la transició a un mandat presidencial de cinc anys l'any 2000 i l'ajornament de les eleccions legislatives després de les eleccions presidencials, la coincidència de les urnes s'havia tornat sistemàtica. Aquest canvi va contribuir a presidencialitzar el sistema de govern en detriment del poder legislatiu. A més, la cohabitació es fa més improbable atès que implica que alguns votants reconsiderin la seva elecció arran de les eleccions presidencials.
El 2022 l'espai entre les eleccions presidencials i legislatives és de 50 dies, 14 dies més que en els quatre mandats anteriors, un espai de temps que es considera susceptible d'augmentar la indecisió a les urnes.

### Assemblea sortint i eleccions presidencials de 2022
Les eleccions legislatives de 2017 van resultar en la victòria del partit del president Emmanuel Macron, La República en Marxa (LREM), i els seus aliats, que van aconseguir la majoria a l'Assemblea Nacional, amb els grups La República en Marxa (308 diputats), Moviment Demòcrata (42 diputats) i el Grup Actuar Junts, creat el novembre de 2017 (9 diputats), amb un total de 359 diputats. El 2022, al final del mandat, aquest total només era de 346, arran de les exclusions i sortides voluntàries de diversos diputats.
En les Eleccions presidencials franceses de 2022, Emmanuel Macron fou reelegit per a un segon mandat, amb el 58% dels vots emesos a la segona volta, en contra de la candidata del Reagrupament Nacional (RN), Marine Le Pen. Va quedar en tercer lloc a la primera ronda amb 21.95% dels vots, Jean-Luc Mélenchon amb el seu moviment França Insubmisa (LFI) com la primera força de l'esquerra. Per a molts observadors, la vida política francesa es recomposa en tres blocs de votants: una esquerra radical, un centre liberal i una dreta nacionalista.
Paral·lelament, les eleccions presidencials del 2022 veuen que els partits polítics tradicionals tornen a no optar a la segona volta, en proporcions encara més grans que a les eleccions del 2017. El Partit Socialista (PS) i Els Republicans (LR), representats respectivament per Anne Hidalgo (1,74% de vots) i Valérie Pécresse (4,78% de vots), s'enfonsaren amb percentatges de vot històricament baixos.
La campanya també comptà amb la candidatura d'Éric Zemmour, que va fundar el seu partit d'extrema dreta (Reconquesta, (REC) l'abril de 2021, amb el qual quedà quart a la primera volta.

### Assumptes financers
D'ençà de l'any 1988, el finançament públic dels partits polítics està previst per la llei. L'import total de les ajudes públiques per a l'any 2022 és de seixanta-sis milions d'euros. Les quantitats assignades a cada partit es basen en els seus resultats en vots i en el nombre de parlamentaris elegits a les eleccions legislatives de 2022.
Així, en la primera volta, NUPES i Junts es beneficiaren cadascun de deu milions d'euros anuals d'ajut públic pels seus resultats en la votació, que es repartiran per cada coalició entre els seus partits. El Reagrupament Nacional rebé set milions d'euros i el Partit Animalista en rebé 400.000, havent recaptat 255.086 vots.
Sumant els 37.000 euros concedits per cada diputat electe, Junts, per exemple, rebrà un total de 95 milions d'euros en cinc anys. NUPES rebrà un total de 74 milions d'euros. El Reagrupament Nacional rebrà un total de 50 milions d'euros.

## Sistema electoral

Logotip de les eleccions.

L'Assemblea Nacional està formada per 577 escons elegits per a cinc anys en un sistema d'escrutini uninominal majoritari a dues voltes en cadascuna de les circumscripcions.
És elegit en primera volta el candidat que reuneix la majoria absoluta dels vots emesos i un nombre de vots igual, com a mínim, a la quarta part dels electors inscrits a la circumscripció. Si cap dels candidats compleix aquestes condicions, s'organitza una segona volta entre els candidats que hagin obtingut un nombre de vots almenys igual a una vuitena part dels inscrits (12,5%); tanmateix, els dos candidats que queden primers a la primera volta passen per defecte si només un o cap d'ells ha arribat a aquest llindar. A la segona volta, el candidat més votat és declarat electe.
El llindar de qualificació, basat en un percentatge del total d'empadronats i no dels vots emesos, dificulta l'accés a la segona volta quan l'abstenció és elevada. D'altra banda, el sistema permet l'accés a la segona volta a més de dos candidats si diversos d'ells superen el llindar del 12,5% d'electors. Així, els candidats que es presenten a la segona volta poden ser tres, un escenari anomenat «triangular». Les segones rondes amb quatre candidats, anomenats «quadrangular» també són possibles, però molt més rares.

### Dates
D'acord amb el que estableix el codi electoral, les eleccions s'han de celebrar en els seixanta dies anteriors a l'expiració de les competències de l'Assemblea sortint, fixades per al tercer dimarts del mes de juny, cinc anys després de la seva elecció, excepte en el cas de dissolució de l'Assemblea Nacional decidida pel President de la República abans d'aquesta data. Estava previst el final del mandat de l'Assemblea elegida l'any 2017 el dia 21 de juny de 2022.
Les dates de les eleccions legislatives per a la França metropolitana quedaren fixades pels dies 12 i 19 juny de 2022. Les eleccions legislatives se celebren doncs 50 dies després de la segona volta de les eleccions presidencials, és a dir, dues setmanes més que en períodes electorals anteriors des de l'adopció del mandat presidencial de cinc anys. Les candidatures s'havien de presentar com a màxim el 20 de maig per a la primera volta i el 14 de juny per a la segona volta.
Per als francesos que viuen a l'estranger així com per als de la Polinèsia Francesa, la primera ronda té lloc una setmana abans que a la França continental per tal de tenir en compte la distància geogràfica. Alguns departaments i territoris d'ultramar votaren el dissabte anterior a les eleccions a França continental.
Els ciutadans francesos residents a l'estranger poden votar per internet o per correspondència els dies anteriors a la votació.

## Forces presents

### Principals partits
Partits que hagin tingut representants electes l'any 2017 o que són presents en les projeccions de les enquestes. Diversos d'ells s'agrupen el 2022 en coalicions que es detallen a continuació.
| Partit     | Partit                                       | Ideologia | Cap de files | Resultats el 2017 (% primera volta) |
| ---------- | -------------------------------------------- | --- | --- | --- |
|            | La República en Marxa (LREM)                 | Centreesquerra a centredreta Socioliberalisme, proeuropeu, tercera via, reformisme | Stanislas Guerini | 28,21 % dels vots 308 escons |
|            | Els Republicans (LR)                         | Centredreta a dreta Gaullisme, conservadorisme, conservadorisme liberal, democràcia cristiana | Christian Jacob | 15,77 % dels vots 112 escons |
|            | Reagrupament Nacional (RN)                   | Dreta radical a ultradreta Nacionalisme, oposició a la immigració, euroescepticisme | Marine Le Pen | 13,20 % dels vots 8 escons |
|            | França Insubmisa (LFI)                       | Esquerra radical a extrema esquerra socialisme democràtic, antiliberalisme, ecosocialisme, sobiranisme d'esquerra | Jean-Luc Mélenchon | 11,03 % dels vots 17 escons |
|            | Partit socialista (PS)                       | Centreesquerra a esquerra Socialisme, progressisme, socialdemocràcia, social-ecologia | Olivier Faure | 7,44 % dels vots 30 escons |
|            | Moviment Demòcrata (MoDem)                   | Centre a centredreta Socioliberalisme, democràcia cristiana, federalisme europeu | François Bayrou | 4,12 % dels vots 42 escons |
|            | Unió dels Demòcrates i Independents (UDI)    | Centredreta socioliberalisme, democràcia cristiana, proeuropeu | Jean-Christophe Lagarde | 3,03 % dels vots 18 escons |
|            | Partit Comunista Francès (PCF)               | Esquerra radical comunisme | Fabien Roussel | 2,72 % dels vots 11 escons |
|            | Partit Radical d'Esquerra (PRG)              | Centreesquerra Radicalisme, laïcisme, solidarisme, republicanisme, socioliberalisme | Guillaume Lacroix | 0,5 % dels vots 3 escons |
|            | Europa Ecologia-Els Verds (EELV)             | Esquerra Ecologisme, federalisme europeu | Julien Bayou | ? % dels vots 1 escó |
|            | Debout la France (DLF)                       | Dreta à Ultradreta Sobiranisme, gaullisme, conservadorisme nacionalista | Nicolas Dupont-Aignan | 1,17 % dels vots 1 escó |
|            | Reconquesta (REC)                            | Ultradreta Nacionalisme, conservadorisme nacionalista, oposició a la immigració, anti-islam | Éric Zemmour | Nou |
| Coalicions | Coalicions                                   | Membres de la coalició | Membres de la coalició | Membres de la coalició |
|            | Junts (ENS)                                  | La República en Marxa, Moviment Demòcrata, Horitzons, Territoires de progrès, Agir, En commun, Parti radical | La República en Marxa, Moviment Demòcrata, Horitzons, Territoires de progrès, Agir, En commun, Parti radical | La República en Marxa, Moviment Demòcrata, Horitzons, Territoires de progrès, Agir, En commun, Parti radical |
|            | Unió de la Dreta i del Centre (UDC)          | Els Republicans, Unió dels Demòcrates i Independents, Els Centristes | Els Republicans, Unió dels Demòcrates i Independents, Els Centristes | Els Republicans, Unió dels Demòcrates i Independents, Els Centristes |
|            | Nova Unió Popular Ecològica i Social (NUPES) | França Insubmisa, Europa Ecologia-Els Verds, Partit Comunista Francès, Partit socialista, Parti d'Esquerra, Génération·s, Picardie debout, Junts !, Génération écologie, Les Nouveaux Démocrates, Révolution écologique pour le vivant, Parti ouvrier indépendant, Pour La Réunion | França Insubmisa, Europa Ecologia-Els Verds, Partit Comunista Francès, Partit socialista, Parti d'Esquerra, Génération·s, Picardie debout, Junts !, Génération écologie, Les Nouveaux Démocrates, Révolution écologique pour le vivant, Parti ouvrier indépendant, Pour La Réunion | França Insubmisa, Europa Ecologia-Els Verds, Partit Comunista Francès, Partit socialista, Parti d'Esquerra, Génération·s, Picardie debout, Junts !, Génération écologie, Les Nouveaux Démocrates, Révolution écologique pour le vivant, Parti ouvrier indépendant, Pour La Réunion |
|            | Unió per França (UPF)                        | Debout la France, Les Patriotes, Génération Frexit | Debout la France, Les Patriotes, Génération Frexit | Debout la France, Les Patriotes, Génération Frexit |

### Candidats
Un total de 6.293 candidats es presenten a les eleccions legislatives, inclosos cinc candidats a les eleccions presidencials de 2022: Marine Le Pen, Éric Zemmour, Fabien Roussel, Nicolas Dupont-Aignan i Nathalie Arthaud.
La candidata més jove és Raphaëlle Rosa, candidata de Els Republicans a la vuitena circumscripció de Mosel·la. En el moment de les eleccions, tenia 18 anys i feia el batxillerat.
La candidata de més edat és Monique Peltriaux. A l'edat de 93 anys, és investida per la formació Ecologia al centre del tercer districte de les Ardennes.

### Membres del govern
Quinze membres del govern d'Elisabeth Borne es van presentar, inclosa la Primer ministre a la sisena circumscripció de Calvados .

## Resultats

### Participació
| Percentatge de participació | 1a volta | 1a volta | 1a volta   | 2a volta | 2a volta | 2a volta   | Diferència entre les dues voltes |
| Percentatge de participació | El 2017  | El 2022  | Diferència | El 2017  | El 2022  | Diferència | Diferència entre les dues voltes |
| --------------------------- | -------- | -------- | ---------- | -------- | -------- | ---------- | -------------------------------- |
| Al migdia                   | 19.24 %  | 18.43 %  | 0,81       | 17.75 %  | 18.99 %  | ▲ 1,24     | ▲ 0,56                           |
| A les 17 hores              | 40,75 %  | 39.42 %  | 1,33       | 35.33 %  | 38.11 %  | ▲ 2,78     | 1,31                             |
| Final                       | 48,70 %  | 47,51 %  | 1,19       | 42,64 %  | 46.23 %  | ▲ 3,59     | 1,28                             |

### Partits i tendències

#### Tendències utilitzades
Els resultats electorals són publicats a França pel Ministeri de l'Interior, que classifica els partits assignant-los tendències polítiques. Aquests últims els decideixen els prefectes, que les atribueixen independentment de l'etiqueta política declarada pels candidats, que pot ser la d'un partit o una candidatura independent.
Només les coalicions Junts (ENS) i Nova Unió Popular Ecològica i Social (NUPES), així com el Partit Radical d'Esquerra (RDG), la Unió dels Demòcrates i Independents (UDI), Els Republicans (LR), el Reagrupament Nacional (RN) i Reconquesta (REC) se'ls assignaren les seves pròpies tendències el 2022.
A tots els altres partits se'ls assigna una de les tendències següents: DXG (diversos d'extrema esquerra), DVG (diversos d'esquerra), ECO (ecologista), REG (diversos d'extrema dreta), DVC (diversos de centre), DVD (diversos de dretes), DSV (diversos d'extrema dreta) i DXD (diversos d'extrema dreta). Partits com Debout la France o Lluita Obrera no tenen, doncs, la seva pròpia tendència, i els seus resultats nacionals no són publicats per separat pel ministeri, perquè es barregen amb altres partits (respectivament en les tendències DSV i DXG) Alguns partits fins i tot veuen els seus resultats dividits entre diverses tendències, com el Partit Pirata, els candidats del qual estan dividits entre les tendències «diversos» i «regionalista».

### Resultats nacionals
| Resultats de les eleccions legislatives franceses de 2022 | Resultats de les eleccions legislatives franceses de 2022 | Resultats de les eleccions legislatives franceses de 2022 | Resultats de les eleccions legislatives franceses de 2022 | Resultats de les eleccions legislatives franceses de 2022 | Resultats de les eleccions legislatives franceses de 2022 | Resultats de les eleccions legislatives franceses de 2022 | Resultats de les eleccions legislatives franceses de 2022 | Resultats de les eleccions legislatives franceses de 2022 | Resultats de les eleccions legislatives franceses de 2022 | Resultats de les eleccions legislatives franceses de 2022 |  |
| Tendència electoral                                       | Tendència electoral                                       | Tendència electoral                                       | 1a volta                                                  | 1a volta                                                  | 1a volta                                                  | 2a volta                                                  | 2a volta                                                  | 2a volta                                                  | Total Escons                                              | +/-                                                       |  |
| Tendència electoral                                       | Tendència electoral                                       | Tendència electoral                                       | Vots                                                      | %                                                         | Escons                                                    | Vots                                                      | %                                                         | Escons                                                    | Total Escons                                              | +/-                                                       |  |
| --------------------------------------------------------- | --------------------------------------------------------- | --------------------------------------------------------- | --------------------------------------------------------- | --------------------------------------------------------- | --------------------------------------------------------- | --------------------------------------------------------- | --------------------------------------------------------- | --------------------------------------------------------- | --------------------------------------------------------- | --------------------------------------------------------- |  |
|                                                           | Junts                                                     | ENS                                                       | 5.857.364                                                 | 25,75                                                     | 1                                                         | 8.003.240                                                 | 38,57                                                     | 244                                                       | 245                                                       | 105                                                       |  |
|                                                           | Nova Unió Popular Ecològica i Social                      | NUP                                                       | 5.836.079                                                 | 25,66                                                     | 4                                                         | 6.556.711                                                 | 31,60                                                     | 127                                                       | 131                                                       | ▲ 74                                                      |  |
|                                                           | Reagrupament Nacional                                     | RN                                                        | 4.248.537                                                 | 18,68                                                     | 0                                                         | 3.589.465                                                 | 17,30                                                     | 89                                                        | 89                                                        | ▲ 81                                                      |  |
|                                                           | Els Republicans                                           | LR                                                        | 2.370.440                                                 | 10,42                                                     | 0                                                         | 1.447.838                                                 | 6,98                                                      | 61                                                        | 61                                                        | 51                                                        |  |
|                                                           | Reconquesta                                               | REC                                                       | 964.775                                                   | 4,24                                                      | 0                                                         |                                                           |                                                           |                                                           | 0                                                         | Nou                                                       |  |
|                                                           | Diversa esquerra                                          | DVG                                                       | 713.574                                                   | 3,14                                                      | 0                                                         | 443.282                                                   | 2,14                                                      | 22                                                        | 22                                                        | ▲ 10                                                      |  |
|                                                           | Ecologistes                                               | ECO                                                       | 608.314                                                   | 2,67                                                      | 0                                                         |                                                           |                                                           |                                                           | 0                                                         | 1                                                         |  |
|                                                           | Diversa dreta                                             | DVD                                                       | 530.782                                                   | 2,33                                                      | 0                                                         | 231.071                                                   | 1,11                                                      | 10                                                        | 10                                                        | ▲ 4                                                       |  |
|                                                           | Regionalisme                                              | REG                                                       | 291.384                                                   | 1,28                                                      | 0                                                         | 264.780                                                   | 1,28                                                      | 10                                                        | 10                                                        | ▲ 5                                                       |  |
|                                                           | Centre divers                                             | DVC                                                       | 283.612                                                   | 1,25                                                      | 0                                                         | 99.142                                                    | 0,48                                                      | 4                                                         | 4                                                         | Nou                                                       |  |
|                                                           | Diversa extrema esquerra                                  | DXG                                                       | 266.412                                                   | 1,17                                                      | 0                                                         | 11.229                                                    | 0,05                                                      | 0                                                         | 0                                                         | =                                                         |  |
|                                                           | Dreta sobiranista                                         | DSV                                                       | 249.603                                                   | 1,10                                                      | 0                                                         | 19.306                                                    | 0,09                                                      | 1                                                         | 1                                                         | =                                                         |  |
|                                                           | Unió dels Demòcrates i Independents                       | UDI                                                       | 198.062                                                   | 0,87                                                      | 0                                                         | 64.443                                                    | 0,31                                                      | 3                                                         | 3                                                         | 15                                                        |  |
|                                                           | Divers                                                    | DIV                                                       | 192.624                                                   | 0,85                                                      | 0                                                         | 18.295                                                    | 0,09                                                      | 1                                                         | 1                                                         | 2                                                         |  |
|                                                           | Partit Radical d'Esquerra                                 | RDG                                                       | 126.689                                                   | 0,56                                                      | 0                                                         |                                                           |                                                           |                                                           | 0                                                         | 3                                                         |  |
|                                                           | Ultradreta                                                | DXD                                                       | 6.457                                                     | 0,03                                                      | 0                                                         | 0                                                         | 1                                                         |                                                           |                                                           |                                                           |  |
|                                                           |                                                           |                                                           |                                                           |                                                           |                                                           |                                                           |                                                           |                                                           |                                                           |                                                           |  |
| Suffrages exprimés                                        | Suffrages exprimés                                        | Suffrages exprimés                                        | 22.744.708                                                | 97,80                                                     |                                                           | 20.748.802                                                | 92,36                                                     |                                                           |                                                           |                                                           |  |
| Votes blancs                                              | Votes blancs                                              | Votes blancs                                              | 362.193                                                   | 1,56                                                      | 1.235.327                                                 | 5,50                                                      |                                                           |                                                           |                                                           |                                                           |  |
| Votes nuls                                                | Votes nuls                                                | Votes nuls                                                | 149.306                                                   | 0,64                                                      | 480.878                                                   | 2,14                                                      |                                                           |                                                           |                                                           |                                                           |  |
| Total                                                     | Total                                                     | Total                                                     | 23.256.207                                                | 100                                                       | 5                                                         | 22.465.007                                                | 100                                                       | 572                                                       | 577                                                       |                                                           |  |
| Abstentions                                               | Abstentions                                               | Abstentions                                               | 25.697.541                                                | 52,49                                                     |                                                           | 26.124.364                                                | 53,77                                                     |                                                           |                                                           |                                                           |  |
| Inscrits/Participation                                    | Inscrits/Participation                                    | Inscrits/Participation                                    | 48.953.748                                                | 47,51                                                     | 48.589.371                                                | 46,23                                                     |                                                           |                                                           |                                                           |                                                           |  |

### Participació i tendències polítiques de candidats i diputats

Tendències polítiques dels candidats primers de cada circumscripció en la 1a volta
Tendències polítiques dels candidats que van quedar segons a cada circumscripció en la 1a volta
Tendències polítiques dels candidats elegits al final de la primera o segona volta.

### Candidats elegits a la primera volta
| Candidats | Candidats              | Esquerra         | Circunscripció electoral | % repartit | % enregistrat |
| --------- | ---------------------- | ---------------- | ------------------------ | ---------- | ------------- |
|           | Sophia Chikirou        | França Insubmisa | París (6)                | 53,74      | 29.85         |
|           | Alexis Corbière        | França Insubmisa | Seine-Saint-Denis (7)    | 62,94      | 28.16         |
|           | Yannick Favennec Becot | Horitzons        | Mayenne (3)              | 57.13      | 26.49         |
|           | Sarah Legrain          | França Insubmisa | París (16)               | 56,51      | 27.73         |
|           | Danièle Obono          | França Insubmisa | París (17)               | 57.07      | 26/01         |

### Candidats classificats per a la segona volta
572 circumscripcions requeriren una segona volta per tal d'elegir els seus representants. 565 són duals, 7 triangulars.
Distribució dels 565 duels per coalició:
- 414 duels impliquen la coalició Junts: 277 opositors són de la coalició NUPES, 107 de la RN, 20 de la coalició UDC, 4 regionalistes, 4 de diverses esquerres (dissident PS, DVG), 2 de diverses dretes (DVD);
- 379 duels impliquen la coalició NUPES: 277 opositors són de la coalició Junts, 61 de la RN, 27 de la coalició UDC, 6 de l'esquerra parlamentària (PCF, PS, PRG), 2 dissidents de la LREM, 2 de la dreta parlamentària (DVD), 1 de la Unió coalició per França (UPF) del DLF, 1 del Centre Parlamentari (DVC), 1 de l'extrema esquerra, 1 de l'extrema dreta;
- 75 duels impliquen la coalició UDC: 27 opositors són de la coalició NUPES, 27 de la RN, 20 de la coalició Junts, 1 del centre parlamentari (DVC);
- 1 duel implica la coalició Unió per França (UPF) de DLF contra un oponent de la coalició NUPES.

Desglossament dels 7 «triangulars» :
- 1 triangular, EELV, LR, LREM;
- 1 triangular EELV, LREM, RN;
- 1 triangular LFI, LR, LREM;
- 2 triangular LFI, LREM, RN;
- 1 triangular LFI, MoDem, RN;
- 1 triangular LREM, PS, RN.